# Сельское хозяйство Сан-Марино
Сельское хозяйство Сан-Марино — отрасль экономики Сан-Марино. Основная часть этой отрасли — земледелие. 
В сельском хозяйстве заняты 7 % населения.

## Растениеводство
Доля обрабатываемых земель — всего лишь 16,7 % от площади республики. Эта территория эффективно используется из-за хороших климатических условий, благодаря которым за год в Сан-Марино удаётся собрать два-три урожая многих сельскохозяйственных культур.
Главные возделываемые культуры — пшеница (4,4 тыс. ц. в год) и виноград (7 тыс. ц. в год). 
В Сан-Марино выращиваются оливы, персики, яблоки, орехи. 
Из огородных культур выделяется зелёный лук, идущий на экспорт в Италию.
В конце 40-х годов XX века было создано несколько сортов мускатного вина («Мускат Сан-Марино», «Серравалле»), отличающихся хорошим качеством. Вина Сан-Марино завоёвывали призы на Всемирных конкурсах в Брюсселе.

## Животноводство
Важную и хорошо развитую отрасль сан-маринского сельского хозяйства составляет молочное животноводство. В стране с давних времён разводят крупный рогатый скот, который санмаринцы могут пасти в соседних областях Италии, а также овец и коз. Позднее развилось свиноводство.
Также Пчеловодство.
Разведение шелковичных червей в последнее время пришло в упадок.

## Галерея